# عبد القادر نور فارح
عبد القادر نور فارح (بالصومالية: Cabdulqaadir Nuur Faarax)‏ عالم مسلم وداعية صومالي من كبار علماء الصومال، اغتيل بمدينة جروي عاصمة ولاية بونتلاند الصومالية أثناء أدائه صلاة العصر في 15 فبراير 2013.

## النشأة وتحصيله العلمي
وُلد الشيخ عبد القادر نور فارح عنجيل تلوا (Canjeel tala waa) التابعة لبلدة أيل شمال شرق الصومال عام 1940.

يقول الشيخ عبد القادر في مذكراته التي جمعها الأستاذ القاضي محمد عمر:
ذكروا أن ولادتي كانت في حدود اندلاع الحرب العالمية الثانية حوالي 1940م في موضع اسمه “عنجيل تَلَواْ “Canjeel tala waa قريب من ناحية “أيل” AYL التي اشتهر أمرها في عهد السيد محمد عبد الله حسن – قائد الدراويش، الوالد نور فارح أدركته حيا فقد توفي وأنا ابن واحد وعشرين سنة كان كواحد من عامة الناس لم يكن عالما، ولم يكن هو الذي علِّمني وكانت أسرتنا فقيرة رقيقة الحال جداً لم يكن لنا من المال سوى قطيع “تِرو” من الغنم.
اهتم بالعلم الشرعي منذ صغره رغم صعوبة طلب العلم كونه يرعى الغنم لأهله، انتقل إلى بلدة أيل لتلقي الدراسة الابتدائية، ورحل إلى العاصمة الصومالية مقديشو عام 1960، والتحق بمدرسة تابعة للأزهر الشريف حيث تلقى العلوم الشرعية، حتى تخرج منها عام 1967، بعدها انتقل للمملكة العربية السعودية للالتحاق بمعهد التضامن الإسلامي.

يقول الشيخ عبد القادر مرة أخرى في مذكراته :
منذ طفولتي المبكرة كنت مفطورا بحب العلم، بحب الدين، وقد لا حظت ذلك أمي، فحين يزورنا في بيتنا أحد رجال الدين- وعمري آنذاك لم يتجاوز سبع سنين أو ست سنين- أجلس إليه وأستمع إلى ما يقول ويقرأ باهتمام وإصغاء، فلما رأت هذا الحرص مني قالت: يا ربي لو تعلَّم ولدي لسميته الشيخ عبد القادر- تريد الشيخ عبد القادر الجيلاني تيمنا.
رغم شغفي بالعلم إلا أنني فقدت المعين على طلبه، وقد بلغ عمري 13 سنة وأنا لم أبدأ بعد تعلم حروف الهجاء، وازدادت رغبتي في طلب العلم وحين بلغت 13 سنة اتخذت لوحا خشبيا وقلما بريته من الخشب أيضا بجهدي الشخصي، ولكن مع الأسف لم أجد المعلِّم الذي يحفِّظني القرآن وأهلي بدو رحَّل.
وكنت إذا سمعت معلِّما في بعض النواحي قصدت إليه قطعتُ العديد من الكيلومترات فأسأله أن يعلِّمني حروف الهجاء (ألف باء) ومعي – اللوح والدواة فأبقى معه بضعة أيام حتى ترحل عني الأسرة أو يرحل المعلِّم نفسه ثم أنتظر أو أبحث عن فرصة أخرى وقد تأخذ شهورا .

## نشاطه الدعوي
التحق الشيخ بالجامعة الإسلامية بالمدينة المنورة بالمملكة العربية السعودية في بداية السبعينات، وتخرج في كلية الدعوة وأصول الدين في عام 1975، وبعد تخرجه في الجامعة عُيِّن داعية وأرسل إلى غرب إفريقيا مع الشيخ يوسف آدم، وبعد فترة صادفت زيارات الرئيس محمد سياد بري وجولاته بإفريقيا في منتصف السبعينات، وأقنع الرئيس الشيخين بأنّ البلاد تحتاج إليهما واصطحبهما إلى الصومال حيث عينهما قاضيين.

يقول الشيخ عبد القادر في مذكراته:
بعد تخرجنا من الجامعة الإسلامية مباشرة في منتصف عام 1974م انتدبتنا رئاسة الإفتاء إلى النيجر أنا وصديق عمري الشيخ يوسف للدعوة هناك، وفي البداية رفض الرئيس النيجري وجودنا، واعتبر دخولنا أمرا غير شرعي، وأمر بإخراجنا فورا ولكن تدخلت الحكومة السعودية عبر إحدى سفاراتها الإفريقية؛ فمكثنا فيها قرابة شهرين تقريبا في ضيافة الملحق الديني في السفارة السعودية بالنيجر، في هذه الأثناء كان محمد سياد بري رئيس منظمة الوحدة الإفريقية يقوم بجولة في أغلب البلدان الإفريقية حوالي 14 دولة على الأقل، وحين وصل إلى النيجر زرناه وسألَنا هل ترغبون البقاء في النيجر أم تريدون العودة إلى الصومال؟ فقلنا نريد العودة إلى بلادنا، وبعد رجوعي إلى مقديشو أذكر أنني اشتغلت في إحدى المحاكم مدة خمسة شهور بعد أن تلقيت دورة تدريبية.
نشط الشيخ عبد القادر نور فارح في الدعوة، واشتهر بدروسه الفقهية في الحلقات العلمية في المساجد. 
حين رجعنا من الجامعة الإسلامية في أواخر عام 1974م بدأ زميلي الشيخ عبد الله محمود عيسى بإلقاء دروس من كتاب (رياض الصالحين) في مسجد ( المقام) فتوقف الدرسُ فأكملته، ثم بدأت بتدريس (مصطلح الحديث) وربما يكون هذا الكتاب أول كتاب في علم المصطلح يدرس في الحلقات في الصومال، وهو كتاب (من أطيب المنح) من مقررات المعاهد التابعة للجامعة الإسلامية، ودرَّست كتابا آخر في أصول الفقه، ولم يتوافر الكتاب للطلبة، فكنت مضطرا إلى الإملاء عليهم ثم الشرح والإفهام، -والحمد لله- كنت أجيد توصيل المعلومة إلى ذهن الطالب فيفهم وينتفع، وفي مرة لاحقة التقيت بالشيخ مصطفى إسماعيل هارون الداعية المشهور في أحد مواسم الحج فأخبرني أنه كان ضمن المجموعة الذين درَّست لهم الكتابين المذكورين في (أصول الفقه) و(مصطلح الحديث)، وأخبرني أنه حين انتقل إلى برعو شمال الصومال درَّس الكتابين 13 مرة وقال إن علم الأصول الذي اشتهر به الشيخ عبد الكريم حسن حوش (وهو أصولي مشهور بمدينة برعو شمال الصومال) يرجع أصله إلى رسالة (الأصول) التي درَّستها لنا.

## السجن
اعتقل نظام سياد بري عددا من العلماء بعد حادثة مقتل العلماء، الذين عارضوا قانون الأحوال الشخصية الذي أثار ضجة كبيرة، وكان من ضمن المعتقلين الشيخ عبد القادر نور فارح الذي مكث في السجن سنتين.

يقول الشيخ في مذكراته:
كان اعتقالي في 1 شهر يونيو 1976م بقيت في معتقل لانتا بورو (وهو واحد من عدة معتقلات وسجون سيئة السمعة أعدها النظام لسجن خصومه من السياسيين وغيرهم، ويقع في الطريق بين مدينتي مركا و أفجوي) سنتين وزيادة، وفي أكتوبر من عام 1978م أفرجوا عنا، والحقيقة أن أيام السجن كانت عصيبة، ولكنَّ يقيننا لم يتزعزع ولم يفتر من عزيمتنا؛ في السجن كنت أقرأ دروسا في التفسير  والنحو والسيرة، ومعظم المعتقلين كانوا وجوها سياسية ورجال دولة سابقين، اعتقلت الحكومة كثيرا من الشباب وجمعتهم، ونجا بأنفسهم كثيرون من الدعاة، أذكر منهم عبد القادر شيخ محمود رئيس حركة الأهل، وعبد القادر غرى وكثيرون غيرهم فرُّوا صوب كينيا ثم منها إلى السعودية والتحقوا بالجامعات، ولقوا الترحيب من السعودية التي كانت تتفهم ظروف العلماء والدعاة الصوماليين تحت النظام الشيوعي الغاشم.  

## نشاطه في الحركة الإسلامية في الصومال
يعتبر الشيخ عبد القادر نور فارح أحد أبرز رواد الحركات الإسلامية في الصومال، حيث كان عضوا في حركة الأهل التي اعتمدت النشاط السري إبان النظام الشيوعي في الصومال، والتي انطلقت من حلقة الشيخ محمد معلم حسن، إلا أن الحركة أصيبت بتخبط شديد بعد اعتقال العلماء الكبار عام 1975 ما أدى إلى ظهور تيار تكفيري. 

يقول الشيخ عبد القادر نور فارح:
كان مقتل العلماء في بداية 1975م حربا سافرة على الدعوة بشكل عام، وقد زادت شكوك النظام تجاه الدعاة فكثفت من حملة الاعتقالات بشتى الأعذار الواهية، مما ألجأ (الأهل) إلى الإمعان في العمل السرِّي، والنجاة بأنفسهم قبل وصول القائمة إليهم، أثناء اعتقالنا 1977م انتشرت فكرة التكفير بقوة على أيدي بعض الهاربين من الاعتقالات والذين رجعوا ثانية عاقدين العزم على نشرها مستغلين غياب العلماء من الساحة إما في السجن أو في المنفى فخلا لهم الجو، خرجت من السجن والتكفير قد سيطر على الساحة.
بعد خروج الشيخ عبد القادر نور فارح من السجن عُرض عليه الانضمام إلى الجماعة الإسلامية التي أنشأها بعض المنشقين من حركة الأهل
كان تأسيس حركتي  (الإصلاح) و (الجماعة الإسلامية) متزامنا تقريبا، وكانت الجماعة الإسلامية امتدادا لحركة (الأهل)، وعلى أنقاضها تأسست بعد أن انحرف أميرها عبد القادر واعتنق الفكر التكفيري. وكان هذا قريبا من أيام خروجنا من السجن، كنت أنا والشيخ يوسف معدودين من رجال (الأهل) ظاهريا، وحين عزمنا على محاربة الفكر التكفيري، وفيما بعد جاءنا عبد العزيز فارح ومحمد عبد الطاهر، وأخبرونا أن هناك جماعة قد تكونت، وعرضوا علينا الانضمام إلى الحركة الوليدة
شارك الشيخ عبد القادر نور فارح كذلك في تأسيس حركة الاتحاد الإسلامي عام 1984، التي نشأت من تحالف الجماعة الإسلامية في جنوب الصومال والوحدة في شمال الصومال، واختير الشيخ علي ورسمة رئيسا للحركة. 
الشيخ علي ورسمه كان بيني وبينه معرفة شخصية وزمالة تكونت منذ أيام الدراسة في الجامعة الإسلامية، وقد بدا الشيخ شخصية توافقية يقبلها (الشماليون) ونقبلها (نحن) لكونه محل ثقة عند الجميع، ثم قابلته في مكة،واشترك في المناقشات التمهيدية للاندماج كثيرون أذكر منهم عبد القادر محمد عبد الله ( د. عبد القادر جري GARRE) وأحمد الحاج عبد الرحمن -رحمهما الله  تعالى-. وهؤلاء وغيرهم اشتركوا في المناقشات التمهيدية للاندماج وكان الحماس الجارف هو الذي يسود الموقف فالتقت الآراء.
بعد سقوط الحكومة المركزية في الصومال عام 1991 استمر الإسلاميون وبكل توجهاتهم المطالبة بالحكم الاسلامي كل حسب توجهه وقدرته، وكان اهتمام الاتحاد الاسلامي (السلفي) فتح المعسكرات وتشكيل محاكم إسلامية لادارة بعض المناطق، ما أدى بهم إلى خوض حروب مع أمراء الحرب.
منذ إنشاء جماعة الاتحاد الإسلامي في الصومال كان هدفها المعلن الرئيس هو السعي لإقامة دولة إسلامية، أما الوسيلة لتحقيق ذلك فكانت بالجهاد المسلح والإعداد لذلك بكل طريق.. وحينما سقط النظام سَهُل الحصول على السلاح وسقطت الدولة التي كانت تحول دون وصول السلاح إلى أيدينا، لم يكن ثمَّةَ ما يسوِّغ تلك الحرب المدمِّرة إلا سوء التقدير لطبيعة الأمور وضعف الإدراك السياسي للواقع، وحين تسيطر عليك الأوهام تفقد الإدراك الصحيح للأمور  ويخفى عنك وزنك الحقيقي.
في ظل هذه الظروف التي شهدتها الحركة من حروب أعقبت سيطرة مؤقتة على عدد من المناطق في الصومال، أبرزها مدينة بوصاصو، مركز محافظة بري، وبعد سعي رئيس ولاية بونتلاند فيما بعد عبد الله يوسف أحمد إلى تضييق الخناق على حركة الاتحاد الإسلامي ، وألحق بالحركة هزائم متتالية ، اجتمع زعماء الحركة وأعلنوا وضع السلاح وتسريح المقاتلين.
في البداية حاقت بنا هزيمة ساحقة فعلا، وكدنا نتعرض للفناء الماحق في معارك جاروي وتحول المعسكرات المليئة بالرجال إلى خلاء .. ولكن كسبنا الجولة الأخيرة من الحرب، أي بعد الانتقال إلى سليط ولاسقوري، وحدثت المشاورات والمداولات الكثيرة وكانت المناقشات بين القياديين في الجماعة حول المستقبل. وكانت الخطة أن يستميتوا في الدفاع بكل ما أوتوا من قوة حتى لا يتعرضوا للمحق والاجتياح. ولكن إذا تمكنوا من الدفاع عن أنفسهم يجب منع التوسع ومواصلة القتال، كان هذا قرارا ورؤية كانت لها السيادة، وإن كان يوجد من يخالف هذا الرأي، كان الموقف يتطلب الرأي الحازم والقرار حتى من منظور شرعي بحت لم يكن للحرب أية نتائج مفيدة للدعوة، والأمر بحاجة إلى تغيير، في الحقيقة جنحنا إلى السلم وآثرنا المصالحة دون أن نهزم في الميدان بل نظرا لمصلحة الدعوة، والمصلحة المجتمع وتداركا للخطأ الذي وقعت فيه الدعوة أولا، وقد كلَّفنا التحول مشاق ومصاعب جمَّة.
بعد ذلك شارك الشيخ عبد القادر نور فارح في تأسيس جماعة الاعتصام بالكتاب والسنة في عام 1996 ، واستمر في جهوده الدعوية في مدينة جروي بشكل خاص وفي ولاية بونتلاند والصومال بشكل عام، وكان ممن شارك في تأسيس جامعة شرق إفريقيا كما شغل منصب رئيس مجلس الأمناء بعد اغتيال الدكتور أحمد حاج عبد الرحمن عام 2011

## اغتياله
في 15 فبراير 2013 تعرض الشيخ عبد القادر نور فارح للاغتيال أثناء أدائه صلاة العصر في أحمد مساجد مدينة جروي عاصمة ولاية أرض البنط،   وأشيرت أصابع الاتهام إلى حركة الشباب التي طالما حذر منها واتهمها باغتيال الشيخ الدكتور أحمد حاج عبد الرحمن الذي اغتيل هو الآخر بعد أدائه صلاة الفجر في مسجد الحسين بن علي بمدينة بوصاصو في 4 ديسيمبر 2011

يقول الشيخ عبد القادر نور فارح بحق حركة الشباب :
الجهاد الذي يحمل لواءه الذين نعتوا أنفسهم بـ” الشباب المجاهدين ” بدا وكأنه موجَّه نحو المسلمين فهم أفنوا خلائق باغتيالات وتفجيرات لا حصر لها راح ضحيتها مئات من المسلمين فرحين بذلك يحمدون الله الذي مكَّنهم!! كم قتل في بوصاصو وفي مقديشو وفي جاروي وفي جالكعيو ، وكلهم مسلمون وأكثرهم قتلوا على عتبات المساجد ، وكان من آخرهم الدكتور أحمد الحاج عبد الرحمن –رحمة الله عليه-.
دُفن الشيخ عبد القادر نور فارح في مدينة جروي، وشهدت جنازته حضورا كبيرا من المواطنين،  وأدانت العديد من الكيانات والمؤسسات اغتيال الشيخ أبرزها جماعة الاعتصام بالكتاب والسنة والاتحاد العالمي لعلماء المسلمين وهيئة علماء الصومال، والأمم المتحدة وقبض على منفذ الاغتيال، ونُفّذ فيه وفي شاب آخر اشترك معه في الجريم حكم الإعدام الذي قضت به المحكة العسكرية في بونتلاند

## أنظر أيضا
- أحمد حاج عبد الرحمن
- عبد الناصر حاج أحمد
- عبد القادر محمد عبد الله سمنتر
- بشير أحمد صلاد